# 庞长青
庞长青（？—），男，籍贯不详，中华人民共和国政治人物。

## 生平
1978年2月参加工作，1981年12月加入中国共产党，函授本科学历。1982年8月到国务院机关事务管理局（简称国管局）工作，历任国管局西山服务局办公室主任、房地产管理司调配管理处处长。2002年12月行政级别提为副司级。2003年4月，任国管局第二招待所总经理。2008年9月，任服务司党委书记、副司长（正司级）。2011年5月，任西山服务局局长。2016年9月，任国管局副局长、党组成员兼西山服务局局长。2017年11月，任国管局副局长、党组成员。